# Carl Gotthard Liander
 Carl Gotthard Liander, född 1 november 1847, död 24 maj 1916, var en svensk rektor och psalmdiktare.
Han har skrivit psalmen Det går från örtagården till Golgata en väg som står i Norsk salmebok 2013 på nynorskt och kvensk. Psalmen finns på finska och på svenska i Svenska kyrkas finska psalmbok med nummer 715 och i den finlandssvenska psalmboken med nummer 77.